# Блади Мери (коктел)
Крвава Мери (енгл. Bloody Mary) је коктел који се састоји од вотке, сока од парадајза, вустер соса, табаско соса, целера, соли, бибера, и лимуновог сока.
- 4  вотке
- 1 прстохват соли
- 1 прстохват бибера
- 1  табаско соса
- 1  вустер соса
- 1  лимуновог сока
- сок од парадајза

## Припрема
- Директно у чаши
  - Чаша: Highball glass
    - Декорација: енглески целер
      - Напомена: све састојке сипати у чашу и промешати.

## Историја
Пиће је добило име по енглеској краљици Марији I.

## Варијације
Ако се пиће сервира без вотке, зове се „Девица Марија” (енгл. Virgin Mary), „Крвава Девица” (енгл. Bloody Virgin), „Девица Крвава Марија” (енгл. Virgin Bloody Mary) или „Крвави срам” (енгл. Bloody Shame).
Кад се уместо вотке користи текила коктел се зове „Крвава Марија” (енгл. Bloody Maria).